# جایزه بزرگ ایتالیا ۱۹۶۴
جایزه بزرگ ایتالیا ۱۹۶۴ (انگلیسی: ‎1964 Italian Grand Prix‎) یک مسابقهٔ موتوری در رشتهٔ اتومبیل‌رانی فرمول یک بود که در تاریخ ۶ سپتامبر ۱۹۶۴ در پیست ناتزیوناله مونتزا واقع در مونتزا، ایتالیا برگزار شد. این گراند پری در میان ۱۰ گراند پری در فصل ۱۹۶۴، مسابقهٔ شمارهٔ ۸ بود.
در این مسابقه که در ۷۸ دور و به مسافت ۴۴۸٫۵ کیلومتر (۲۷۸٫۶۸۵ مایل) برگزار شد، پول پوزیشن توسط جان سرتیز کسب شد و سریع‌ترین زمان برای طی یک دور پیست که برابر با ۱:۳۸٫۸ بود نیز توسط جان سرتیز به ثبت رسید.
جان سرتیز از تیم فراری، بروس مک‌لارن از تیم کوپر-کلیمکس و لورنزو باندینی از تیم فراری به‌ترتیب مقام‌های اول تا سوم مسابقه را کسب کردند.

## رده‌بندی قهرمانی پس از مسابقه
|       | جایگاه | راننده         | امتیاز |
| ----- | ------ | -------------- | ------ |
|       | ۱      | گراهام هیل     | ۳۲     |
|       | ۲      | جیم کلارک      | ۳۰     |
|       | ۳      | جان سرتیز      | ۲۸     |
|       | ۴      | ریچی گینتر     | ۲۰     |
|       | ۵      | لورنزو باندینی | ۱۹     |
| منبع: |        |                |        |

|       | جایگاه | سازنده        | امتیاز  |
| ----- | ------ | ------------- | ------- |
| ۲     | ۱      | فراری         | ۳۷      |
| ۱     | ۲      | بی‌آرام        | ۳۶ (۴۲) |
| ۱     | ۳      | لوتوس-کلیمکس  | ۳۵      |
|       | ۴      | برابام-کلیمکس | ۲۱      |
|       | ۵      | کوپر-کلیمکس   | ۱۶      |
| منبع: |        |               |         |

یادداشت
- تنها پنج جایگاه نخست از هر رده‌بندی نمایش داده شده‌است.